# Tephritis webbii
Tephritis webbii är en tvåvingeart som beskrevs av Doane 1899. Tephritis webbii ingår i släktet Tephritis och familjen borrflugor. Inga underarter finns listade i Catalogue of Life.